# Phyllomya volvulus
Phyllomya volvulus (лат.) — вид тахин рода Phyllomya из подсемейства Dexiinae.

## Описание
Мелкие и среднего размера мухи (длина тела от 6,5 до 8,0 мм), стройные, черноватые. Головная дихоптическая; темя широкое, около 1/3 ширины головы; ариста короткоперистая; щупики чёрные; 1 предшовная и 0 постшовная акростихальные щетинки; 3 катеписстернальные щетинки; ребра волосатые сверху и снизу; средние голени с 2 переднедорсальными щетинками у самца, 3 у самки; задние голени с 3 предвершинными дорсальными щетинками; коготки и пульвиллы самцов немного короче 5-го членика лапки; 5-й стернит брюшка самца с резко заостренной задней лопастью в задне-внутреннем углу. Лицо уплощённое, без лицевого киля; щупики довольно тонкие, слабо булавовидные. Простернум голый.
Паразиты личинок пилильщиков Tenthredinidae.

## Классификация
Вид был впервые описан в 1794 году датским энтомологом Иоганном Христианом Фабрицием под названием Musca volvulus, а его валидный статус подтверждён в 2022 году в ревизии, проведённой японским диптерологом Хироси Сима (Kyushu University Museum, Университет Кюсю, Hakozaki, Япония).

## Распространение
Европа (на север до Шотландии и Лапландии), Закавказье, Россия (Южная Сибирь, Хабаровский край, Амурская область), Китай (Jilin).